# 楊枝茂
杨枝茂，陝西省兴平县陈王村人，清光绪戊子年武举，壬辰年武进士，钦点蓝翎侍卫持戟乾清门。官四川马边协副将，以剿匪功加总兵衔。
民國初年，贾复堂霸占兴平称兵作乱，旋为陕西督军岳维峻督师剿灭。城破之日，城墙箭楼等颇有毁损，杨枝茂发率乡丁壮数十人督工补筑，修葺一新。
枝茂父杨永迪，敕封镇国将军；世父杨永升，诰封镇国将军。